# Los Cerrillos (Canelones)
Los Cerrillos es una ciudad ubicada al oeste del departamento de Canelones, Uruguay y dentro del Área Metropolitana de Montevideo, en el km 37 de Ruta 36, en la intersección con la ruta 46.

## Historia
En 1607 la zona fue recorrida por Hernandarias. En 1723 Pedro Gronardo se estableció para criar ganado. Una comisión presidida por Máximo Tajes formalizó el pueblo el 3 de agosto de 1896. En 1958 se denominó villa y en 1971 ciudad. En el cercano Campo Militar se creó en 1915-1916 el primer campo de aviación militar, denominado Los Cerrillos.
Hay varios edificios de carácter histórico en esta pequeña localidad, destacándose la Iglesia Parroquial San Miguel Arcángel.

## Población
Según datos del INE del año 2023, Los Cerrillos contaba con 3 564 habitantes,
| 1 221          | 1 601 | 1 763 | 1 916 | 2 080 | 2 508 | 3 564 |
| (Fuente: INE ) |       |       |       |       |       |       |

## Transporte
El transporte en Los Cerrillos es medianamente escaso, ya que se trata de un pueblo medianamente chico. Dicho transporte une mediante servicios urbanos departamentales, con otras ciudades y localidades dentro del departamento de Canelones y el  departamento de Montevideo
| Departamentales - A5 Los Cerrillos - Las Piedras - P802 Los Cerrillos - Progreso - P804 Los Cerrillos - Santa Lucía - Z3 Los Cerrillos - Canelones | Suburbano - 802 Terminal Río Branco - Los Cerrillos - Terminal Río Branco - Santa Lucía (por Los Cerrillos) - Terminal Río Branco - Santa Lucía (por Los Cerrillos) |

## Personalidades
- Abel Soria (1937-2016), escritor y payador
- Wilmar Cabrera (1959 - ), futbolista y entrenador
- Martín Bentancor (1979 - ), escritor